# Pseudo-Bonaventure

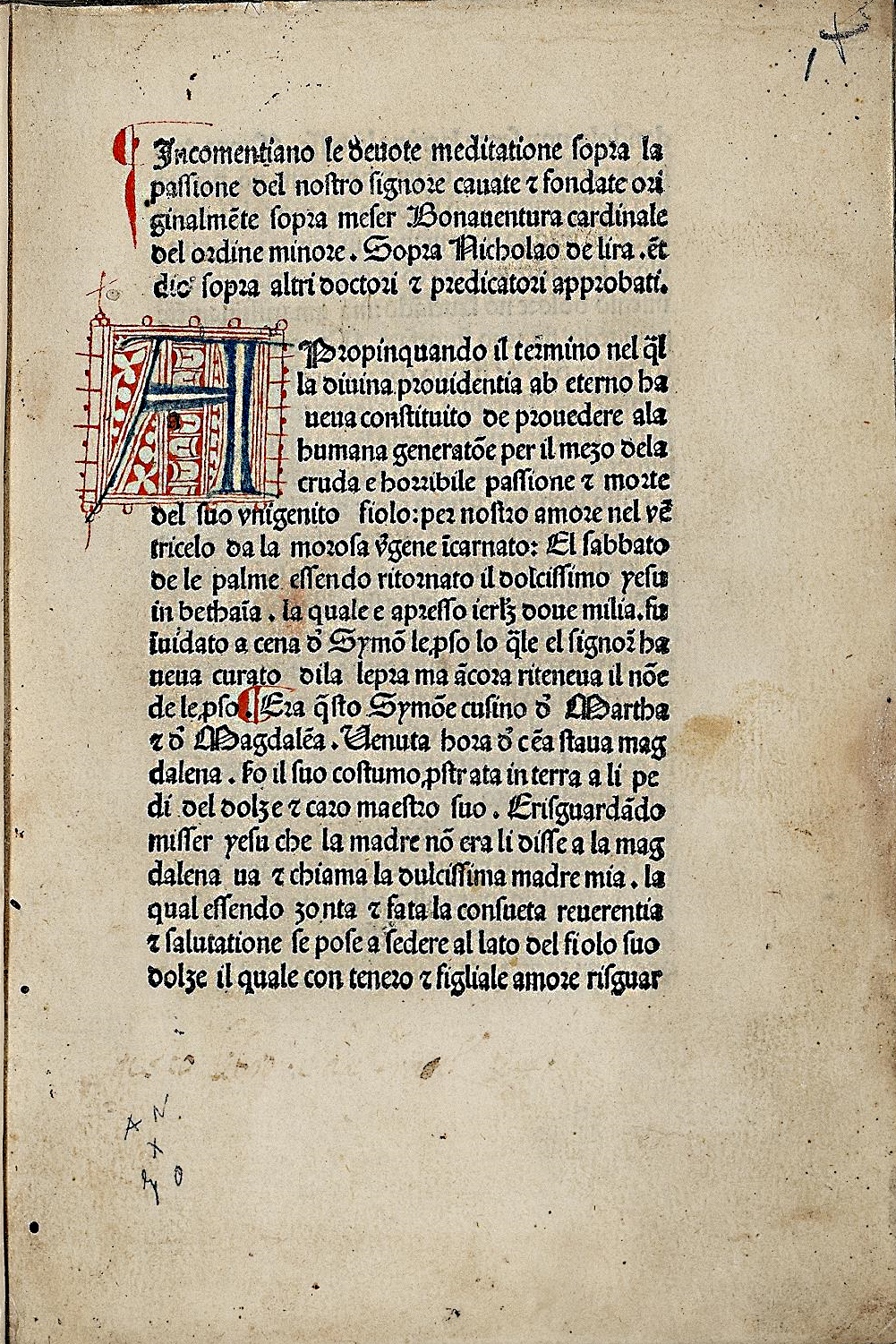
Meditationes vitae Christi (Giovanni de Cauli ?), v. 1478.

Le pseudo-Bonaventure est le nom donné par convention à l'auteur ou aux auteurs non identifiés des ouvrages de dévotion attribués autrefois à saint Bonaventure, comme si ce nom avait été une étiquette appropriée pour une certaine catégorie de texte, plus que l'affirmation d'une paternité littéraire. Comme il est admis qu'on parle de plusieurs auteurs, le terme pseudo-bonaventurien est souvent préféré. Beaucoup de ces ouvrages ont aujourd'hui des attributions précises généralement acceptées ; mais le plus fameux, les Meditationes de Vita Christi, est encore un ouvrage pseudo-bonaventurien non attribué avec certitude à un auteur précis. 

## Meditationes de Vita Christi
Ne pas confondre avec la Vita Christi de Ludolphe le Chartreux
Le plus populaire et important de ces ouvrages-ci, fut les Meditationes de Vita Christi ("Meditations sur la vie de Christ", ou Miroir de la vie sacrée de Jésus-Christ), qu'on peut dater d'environ 1300 ; comme Bonaventure, l'auteur fut probablement un franciscain, et l'œuvre est adressée à une clarisse. Nous sont parvenus quelque 200 manuscrits, dont 17 copies sont illustrées, et la popularité de l'œuvre augmenta ensuite avec les premières éditions imprimées. Une édition vénitienne de 1497 est la seule œuvre d'impression xylographique italienne connue. 
Les évocations détaillées de l'œuvre sur plusieurs moments des Évangiles influèrent sur l'art, et on considère qu'elles furent la source d'inspiration de l'iconographie des fresques de la Vie de Christ en la chapelle des Scrovegni dessinés par Giotto. On considère aussi que cet ouvrage inspira la grande augmentation en représentations du Voile de Véronique à partir de la fin du XIVe siècle.

## D'autres œuvres
- Stimulus Amoris, dont la Instructio sacerdotis ad se preparandum ad celebrandum missam (Instruction afin que les prêtres se préparent pour célébrer la Messe) est une partie.
- Biblia pauperum (Bibles des pauvres - un titre qu'on donna seulement au XXe siècle) est une version typologique courte de la Bible. Elle était aussi très populaire et souvent illustrée. Il y avait différentes versions. L'original est peut-être du dominicain Nicolas de Hanapes.
- Speculum Beatæ Mariæ Virginis (Miroir de la bienheureuse Vierge Marie), de Conrad de Saxe.
- Speculum Disciplinæ (Miroir de discipline), Epistola ad Quendam Novitium (Épître à quelque novice) et Centiloquium. Toutes ces œuvres furent probablement écrites par le secrétaire de Bonaventure, Bernard de Besse
- Légende de Sainte Claire.
- Theologia Mystica (Théologie mystique), probablement écrite par Henri de Balme.
- Philomena, un poème maintenant attribué à John Peckham, archevêque de Canterbury de 1279 à 1292.